# Friedrich Gottlieb Dietrich
Friedrich Gottlieb Dietrich, [o Johann Christian Gottlieb Dietrich] (9 de marzo de 1765 [según otras fuentes, 1768], Ziegenhain - † 2 de enero de 1850, Eisenach ) fue un botánico y diseñador de jardines alemán autor de varios libros botánicos y de horticultura.
Era nieto del botánico Adam Dietrich y tío del botánico y grabador Johann David Nikolaus Dietrich (= David Nathanael Friedrich Dietrich = Friedrich David Dietrich; 1799/1800–1888), curador del Herbario de la Universidad de Jena.

## Biografía
De joven se alistó en la expedición botánica en Jena con Johann W. von Goethe. En 1785 acompaña a Goethe a la República Checa por las regiones de Karlsbad y de Fichtelgebirge. Goethe tuvo el apoyo empresarial de Carlos Augusto von Weimar, y este permitió a Dietrich perfeccionarse en Jena. El mecenas también le pagó estadías en Kew Gardens y en Kensington y Chelsea.
De 1782 a 1801 fue jardinero ducal en Weimar. En 1794 agregó la tarea de jardinero de la Corte, y trabaja con Goethe en el estudio de la sistemática de plantas.
De 1802 a 1840 perfecciona y publica el Vollständiges Lexikon der Gärtnerei und Botanik (Diccionario completo de Jardinería y Botánica).
Crea un jardín botánico en Murcia, Turingia. En 1845 fue nombrado Director del Jardín botánico en Eisenach, y en Wilhelmstal.
Obtuvo el Título de consejero del Gran Ducado, y fue promovido a Dr. phil., y una cátedra de Profesor de Botánica.
En el International Plant Names Index (IPNI) se listan 220 nuevas especies, de las cuales 56 son del género Pelargonium.

## Obra

### Jardines y Parques
- Jardín Wilhelmstal de Eisenach

### Libros
- Vollstaendiges Lexicon der Gaertnerei und Botanik: oder alphabetische Beschreibung vom Bau, Wartung und Nutzen aller in- und ausländischen, oekonomischen, officinellen und zur Zierde dienenden Gewaechse (Completa Enciclopedia Alfabética de Jardinería y Botánica, o Descripción de la construcción, mantenimiento y perfeccionamiento de jardines con plantas de adorno) , Weimar: Gaedicke (Vol. 6: Berlín: Gaedicke), numerosos colúmenes (mit Nachtragsbänden): 1ª edic. 1802-10, 10 vols. 2ª edic. 1820-21; Nachträge, 10 vols. 1815-21; neuer Nachtrag, 10 vols., Ulm 1825-40. vol. 3 auch u.d.T. Gemeinnütziges Handbuch für Gärtner und Gartenfreunde
- Hand-Lexicon der Gärtnerei und Botanik (Enciclopedia Manual de Jardinería y Botánica), 2 vols. Berlín. 1829
- Ökonomisch-botanisches Gartenjournal Botánica Económica y la Jardinería), 6 vols. Eisenach. 1795–1804
- Der Wintergärtner, oder Anweisung die beliebtesten Modeblumen und ökonomischen Gewächse, ohne Treibhäuser und Mistbeete, in Zimmern, Kellern und andern Behältern zu überwintern, oder für den offenen Garten vorzubereiten. Nach eigenen Erfahrungen bearbeitet (El Jardín de invierno, o la manera más popular de desarrollar flores y plantas económicas en invernaderos, y en sótanos). Weimar: o. Dr., 1ª edic. 1801, con varias planchas en cobre
- Handbuch der botanischen Lustgärtnerei, oder Anleitung zur Kultur der Pflanzen überhaupt, und der zweckmäßigen Bauart der Gewächshäuser, Behälter und Treibbete insbesondere; ...(Manual del Jardín Botánico Tropical, o la orientación al cultivo de plantas y el diseño adecuado de invernaderos), Hamburg: Campe, Tomo 1: 1826, Vol. 2: Der praktische Gartenbau (La Práctica dee la Horticultura), 1828
- Die Wunder der Pflanzenwelt oder Beobachtung und Schilderung der wunderbaren formellen Erscheinungen im vegetabilischen Reiche (El Milagro de la Vida Vegetal o la Observación y la Descripción formal de las Apariencias Vegetales), Ulm: Ebner, 1844
- Die Herbst- und Winterflora (El otoño y el invierno de las Herbáceas) , Ulm, 1843
- Der Wintergärtner: oder Anweisung die beliebtesten Modeblumen und ökonomischen Gewächse, ohne Treibhäuser und Mistbeete, in Zimmern, Kellern und anderen Behältern zu überwintern, oder für den offenen Garten vorzubereiten: nach eigenen Erfahrungen bearbeitet (El Jardinero de Invierno, o la Manera más Económica de desarrollar Jardines e Inveranderos, o para Preparar Jardines al Aire libre: de acuerdo a sus experiencias) , 1ª edic. Weimar: Gädicke, 1801; 2ª edic. Weimar: Gädicke, 1802; 3ª edic. Berlín: Gädicke, 1808 [-1809]; 4ª edic. Berlín, 1818; teilweise unter Beigabe verschiedener gartenbaulicher Schriften anderer Autoren (Añadidos parciales hortícolas de otros autores)
- Der Sommergärtner (El Jardinero de Verano), Ulm 1841
- Beschreibung der Herzoglichen Gärten in und um Eisenach (Descripción de los Jardines Ducales), 1ª edic. Eisenach: Wittekindt, 1806; 2ª edic. u.d.T. Beschreibung der vorzüglichen Gärten in und bey Eisenach (Descripción de Exquisitos Jardines y Listado de especies), Eisenach, 1808; 3ª edic. u.d.T. Beschreibung der vorzueglichen Gaerten in und bey Eisenach und ihrer schoenen Gegend; nebst einem Verzeichniß der im Herzoglichen Carthausgarten zu Eisenach vorraethigen Pflanzen, Eisenach: Wittekind, 1811
- Der Apotheker-Garten, oder Anweisung für deutsche Gartenbesitzer, mehrere in den Apotheken brauchbare in- und ausländische Gewächse zu erziehen und dadurch die Garten-Einkünfte zu vermehren, Weimar: Gädicke, 1802
- Die Gemüse- und Früchtspeisenwärterin: oder Anweisung alle Arten von grünen u. trockenen Gartengewächsen lange Zeit aufzuheben ...; ein Buch für jede ökonomische Hausmutter; eds. von einem practischen Gärtner, 1ª edic. Weimar, 1800; 2ª edic. u. verb. Aufl. Weimar: Gädicke, 1802
- Die Linneischen Geranien für Botaniker und Blumenliebhaber: durchaus neu und nach der Natur abgebildet und nach sorgfältigen Beobachtungen beschrieben, Weimar: Gädicke, 1801–1803
- Darstellung vorzüglicher Zierpflanzen, welche zu den beliebtesten Modeblumen gezählt werden, für Botaniker und Blumenliebhaber, nach der Natur abgebildet u. nach sorgfältigen Beobachtungen beschrieben, Weimar: Gädicke, 1803
- Ästhetische Pflanzenkunde, Berlín, 1812
- Die Weimarische Flora oder Verzeichniß der im herzoglichen Park in Weimar befindlichen Bäume, Sträucher und Stauden, Eisenach, 1800
- Moriz Balthasar Borckhausen: Botanisches Wörterbuch oder Versuch einer Erklärung der vornehmsten Begriffe und Kunstwörter in der Botanik; mit Zusätzen und Berichtigungen vermehrt von Friedrich Gottlieb Dietrich, Gießen: Heyer, 1816
- In Goethes Nachlass existiert ein Pflanzenverzeichnis mit Vermerk von dessen Hand: „Verzeichniß der Pflanzen und Samen welche der Gärtner Dietrich zu überlassen erbötig ist“ vom 27. Septiembre de 1817 (Signatur des Goethe- und Schiller-Archivs: 26/LXII, Ss)

- La abreviatura «F.Dietr.» se emplea para indicar a Friedrich Gottlieb Dietrich como autoridad en la descripción y clasificación científica de los vegetales.[1]